# Mesochorus cognatus
Mesochorus cognatus är en stekelart som beskrevs av Schwenke 1999. Mesochorus cognatus ingår i släktet Mesochorus och familjen brokparasitsteklar. Inga underarter finns listade i Catalogue of Life.